# Суд королевской скамьи
Суд королевской скамьи (Суд скамьи короля ― англ. King's Bench, Cour du banc du Roi; Суд скамьи королевы ― англ. Queen's Bench, фр. Cour du banc de la Reine) ― высшая судебная инстанция в ряде юрисдикций Британского Содружества. Первоначальный Суд королевской скамьи, основанный в 1215 году в Англии, был одним из старейших судов страны. На данный момент является отделением Высокого суда Англии и Уэльса. В Содружестве наций термин Король-на-скамье или Королева-на-скамье ― это титул, который иногда используется для обозначения монарха в его церемониальной роли в системе правосудия, поскольку правитель считается источником правосудия и  осуществляется оно от его имени.

## Канада
Суд королевской скамьи является высшим судом в нескольких канадских провинциях, в том числе:
- Альберта (Суд королевской скамьи Альберты)
- Манитоба (Суд королевской скамьи Манитобы)
- Нью-Брансуик (Суд королевской скамьи Нью-Брансуика)
- Саскачеван (Суд королевской скамьи для Саскачевана)

Ранее в британской колонии Квебек в 1764 году был создан свой Суд королевской скамьи; он также был известен как Верховный суд до 1775 года. Затем он был упразднен и восстановлен в 1777 году в соответствии с Актом о Квебеке. После разделения Верхней и Нижней Канады в 1791 году единый суд был заменен несколькими судами Королевской скамьи каждой области двух новых провинций. В 1849 году регионы снова были объединены.

## Англия и Уэльс

### Суд королевской скамьи

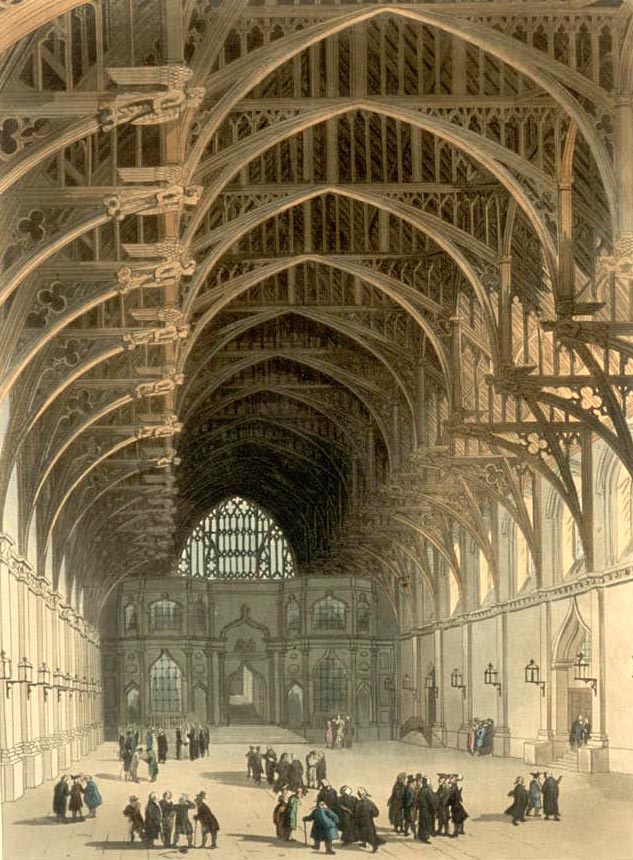
Вестминстерский зал, место заседаний Суда королевской скамьи Англии с 1215 г. до своего упразднения в 1875 г.

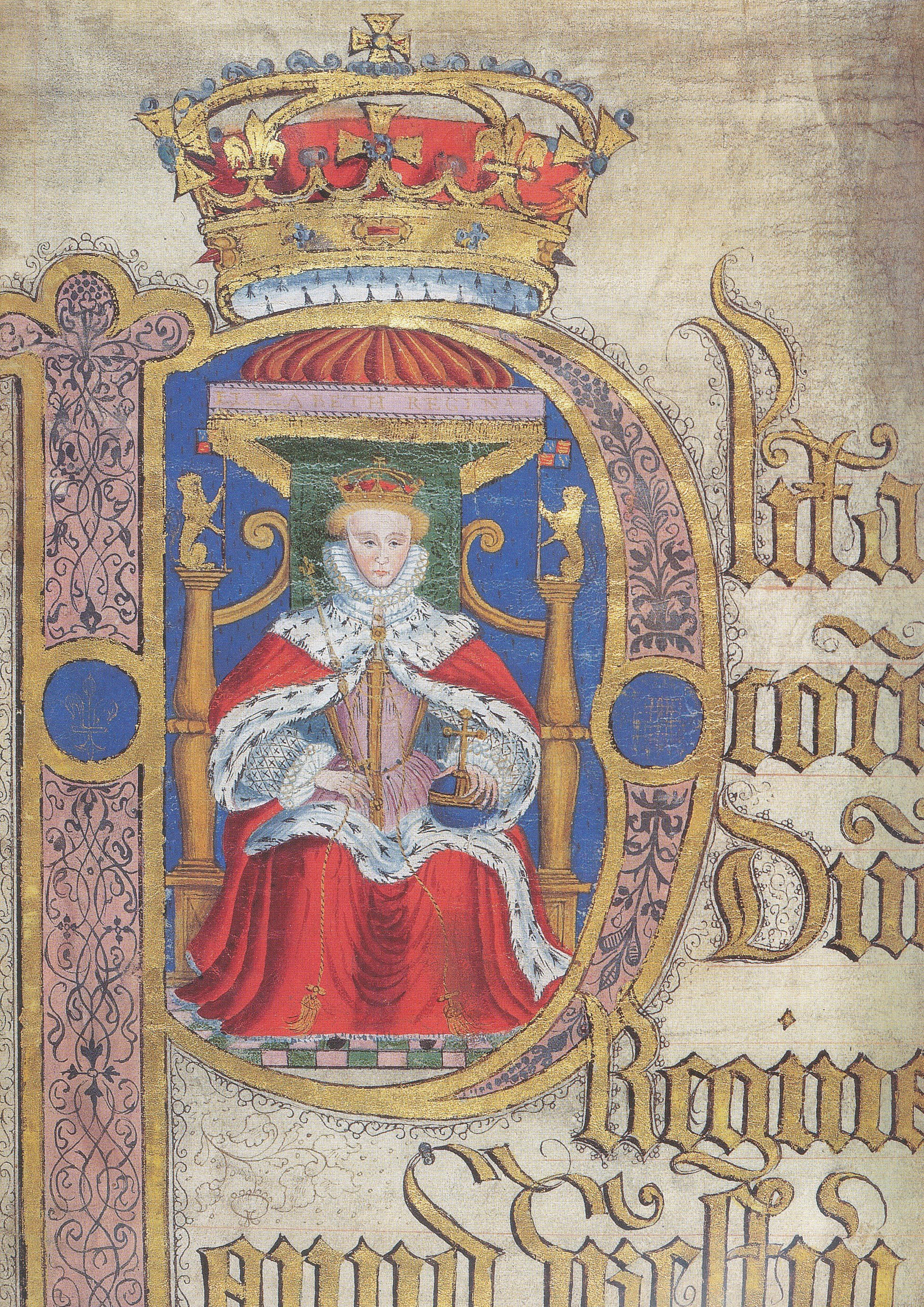
Портрет Елизаветы I на Королевской скамье: Coram Rege Roll (Пасхальный семестр, 1584 г.)

В Англии и Уэльсе Судом королевской скамьи называли две судебные инстанции. Каждая из них была высшим судом общего права с гражданской и уголовной юрисдикцией и определённой юрисдикцией по пресечению противозаконных действий государственных органов.
Английский суд Королевской скамьи был упразднен в 1875 году Актом о Верховном суде 1873 года. Юрисдикция Суда по каждому делу переходила к новому Высокому суду и, в частности, к Отделению Королевской скамьи этого суда. Ирландский суд королевской скамьи был упразднен Актом о Верховном суде (Ирландии) 1877 года. Юрисдикция королевской скамьи ныне возложена на отделение королевской скамьи Высокого суда Северной Ирландии .

### Отделение Королевской скамьи
В качестве подразделения Высокого суда Англии и Уэльса и Высокого суда Северной Ирландии существует Отделение Королевской скамьи.
В Англии и Уэльсе Отделение королевской скамьи входит в состав Высокого суда справедливости. Он был создан в соответствии с Актом о Верховном суде 1873 года. В 1880 году бывшие отделы судопроизводства и казначейства были объединены в Отдел Королевской скамьи. С 1882 года Высокий суд заседает в Королевском судном дворе в Стрэнде в Лондоне.
В Северной Ирландии Отделение Королевской скамьи является частью Высокого суда справедливости в Северной Ирландии, впервые созданного в соответствии с параграфом 40 Акта о правительстве Ирландии 1920 года. Подразделение имеет такую же юрисдикцию, что и его двойник в Англии и Уэльсе. Он находится в Королевском судном дворе Белфаста.
Подразделение Королевской скамьи в Англии и Уэльсе сегодня состоит из лорда-главного судьи и четырнадцати судей-помощников, осуществляющих полномочия в юрисдикции первой инстанции, а также апелляционной юрисдикции окружных судов и других нижестоящих судов, на практике, впрочем, осуществляемых только частью Королевской скамьи. К другим подразделениям относятся Арбитражный суд, Адмиралтейский суд и Административный суд. Аббревиатура QB (или KB) в юридических ссылках используется в юридических отчетах для обозначения дел, рассматриваемых в Отделении Королевской скамьи.
В Отделении Королевской скамьи есть свои мастера. В отличие от мастеров канцелярии, мастера королевской скамьи имеют первоначальную юрисдикцию и не прикреплены к какому-либо конкретному судье. Они слушают гражданские процессы и при этом имеют равное положение с судьями. Роль магистра в Высоком суде справедливости Англии и Уэльса связана, прежде всего, с судебным разбирательством и рассмотрением гражданских исков в Высоком суде в Лондоне, за исключением передачи в тюрьму, судебного надзора и уголовных дел. Они также заслушивают заявления, действуют как мастера по налогообложению, а иногда и как судьи для проведения расследований, учёта и оценки ущерба.

### История
Суд королевской скамьи вырос из королевского двора, или Curia Regis, которая, как по характеру, так и по сути своей юрисдикции, восходит к временам правления короля Альфреда Великого. Поначалу это был не особый суд, но центр королевской власти и национального управления в Англии, куда входил король вместе с его советниками, придворными и управленцами. В неизвестный момент другой суд, независимый от личного присутствия короля, вырос из Curia Regis и состоял из ряда королевских судей, которые сами слушали дела. В хрониках аббата Бенедикта из Питерборо записано, что в 1178 году Генрих II приказал, чтобы пять судей из его домохозяйства оставались в Curia Regis, передавая ему самому только самые сложные дела. После этого ситуация оказалось такова, что центральный королевский суд, называемый Скамейкой, начал регулярно заседать в Вестминстере, что на определенном этапе привело к разделению слушаний по вопросам, имеющим отношение к королю, и тем, которые не имели отношения к королевской семье., которые стали известны как общие иски.
Принятая в 1215 году Великая хартия вольностей предусматривала, что должен быть суд ― общая скамья (позже суд по общим искам), которая собиралась в фиксированном месте ― и к 1234 году уже существовали две отдельные категории дел: de banco ―  из общей скамьи, и coram rege (лат. «в присутствии короля») ― для тех, кто из Королевской скамьи. Королевская скамья, являющаяся теоретически подвижным судом, была исключена из рассмотрения общих ходатайств, которые включали все действия praecipe о взыскании имущества или долга, в то время как действия о нарушении права владения и виндикационные иски были разделены между двумя скамьями.
Королевская скамья была далее разделена на две части: сторона короны, которая имела неограниченную уголовную юрисдикцию как в первой инстанции, так и в качестве суда, в который могут передаваться правовые вопросы, возникающие из обвинительных заключений в других судах; и сторона истца, которая имела дело с посягательством на свои права. Лорд-главный судья Королевской скамьи также назывался лордом-главным судьёй Англии.
Впоследствии Королевская скамья приобрела постоянное место заседаний в Вестминстер-холле. Её судьи должны были путешествовать по округам (таково требование Великой хартии вольностей). Согласно юридической фикции, уголовные дела, которые должны были рассматриваться в графствах, передавались в суд в Вестминстер-холле, «если раньше» (nisi prius) судья не прибыл в графство, где фактически проходил судебный процесс.
Во времена Английской республики с 1649 по 1660 год суд был известен как Верхняя скамья.